# Kunitoshi Manda
Kunitoshi Manda (万田 邦敏, Manda Kunitoshi, né en 1956 à Tokyo) est un réalisateur japonais, critique de cinéma et scénariste.

## Biographie
Kunitoshi Manda est étudiant à l'université Rikkyō, où il fréquente les cours de cinéma de Shigehiko Hasumi.
Manda dirige son premier long métrage, Unloved (en), en 2001 qui remporte le prix du Grand Rail d'Or et le prix des futurs talents au festival de Cannes 2001.
The Tunnel, un de ses films de télévision, est projeté au festival de Cannes 2004.
Le troisième long métrage de Manda, The Kiss (en), est projeté en avant-première au festival international du film de Jeonju en 2008. Le critique japonais Inuhiko Yomota s'enthousiasme pour le film (« Un film fantastique ».

## Filmographie sélective

### Comme réalisateur

#### Longs métrages
- 2001 : Unloved (en)
- 2006 : Thank You (ja) (Arigatō)
- 2007 : The Kiss (en)

#### Courts métrages
- 1982 : The War (Tōsō zenya) co-réalisé avec Kiyoshi Kurosawa[7]
- 1996 : Spaceship Remnant 6
- 2010 : Omokage

#### Télévision
- 2003 : The Tunnel

### Comme directeur de la photographie
- 1980 : Vertigo College (Shigarami gakuen) de Kiyoshi Kurosawa[8] (moyen métrage)